# Teodor al Dobrogei
Teodor al Dobrogei a fost un prinț în Țara Cărvunei. El era fiul conducătorului Balică și fratele lui Dobrotici.
În 1346, Dobrotici și Teodor se implică în luptele dinastice din Imperiul Bizantin de partea împărătesei Anna de Savoia. În 1347, din ordinul împăratului Ioan V Paleolog, emirul Bahud-din Umur conduce o expediție navală împotriva lui Balică, în care acesta și Teodor mor.